# Vertreibung der Palästinenser aus Kuwait 1991
Die Vertreibung der Palästinenser aus Kuwait 1991 erfolgte unmittelbar nach dem Zweiten Golfkrieg, als die etwa 450.000 in Kuwait, Saudi-Arabien und weiteren Golfstaaten lebenden Palästinenser bzw. Jordanier nahezu vollständig vertrieben wurden. Sie hatten in Kuwait bereits früher unter Diskriminierung zu leiden gehabt. Die Parteinahme des PLO-Führers Jassir Arafat und des jordanischen Königs Hussein I. für Saddam Husseins Invasion Kuwaits löste das Geschehen aus. Die Vertreibung setzte mit dem Rückzug irakischer Truppen auf dem Highway of Death ein und war bereits in den ersten Märzwochen 1991 abgeschlossen. In der Folge ließen sich rund 300.000 Vertriebene im Großraum Amman nieder, was dort zu einer „Kuwaitisierung“ der Stadt führte.

## Hintergrund
Vor ihrer Vertreibung bildeten die Palästinenser etwa 30 Prozent der 2,2 Millionen Einwohner Kuwaits. Über 400.000 palästinensische Araber und ihre Nachfahren wohnten 1990 in Kuwait. Sie waren in drei großen Einwanderungswellen angekommen. Zunächst im Zusammenhang mit dem Ausbau der Ölförderung und der Nakba 1948, bei der rund 700.000 Palästinenser aus ihrer Heimat flohen oder vertrieben worden waren. In den 1960er und 1970er Jahren kamen Palästinenser aus Jordanien hinzu, die als solche mehrheitlich jordanische Staatsbürger waren, um von den guten Bildungs- und Anstellungsbedingungen in Kuwait profitieren zu können. Dennoch hatten sie ähnlich wie die Bedun unter Diskriminierung zu leiden und erhielten niemals komplette Bürgerrechte. 
Die Anzahl von Familiengründungen mit einheimischen Kuwaitis blieb extrem gering. Jassir Arafat selbst war bereits 1956 nach Kuwait gegangen, wo er als Ingenieur arbeitete und ein erfolgreicher Bauunternehmer wurde. Die in den Golfstaaten arbeitenden Palästinenser galten lange als privilegiert und konnten ihre daheimgebliebenen Angehörigen unterstützen. Teilweise waren Palästinenser und Jordanier auch in Management-Positionen tätig.

## Verlauf
Ein Großteil der ausländischen Bevölkerung hatte während der Invasion Kuwait verlassen. Die Einreise von Ausländern wurde nach der Invasion deutlich restriktiver gehandhabt. Kurz nach der Befreiung Kuwaits von den Truppen Saddam Husseins wurden die Palästinenser als „Kollaborateure“ vertrieben, durch staatliche Interventionen wie auch durch Racheaktionen seitens der Kuwaitis. Der Emir nannte die Palästinenser die Fünfte Kolonne der Invasion.
Am 14. März 1991 waren noch 150.000 Palästinenser in Kuwait, die ebenso um ihr Leben fürchten mussten und bald das Land verließen. Prozesse gegen echte und angebliche Kollaborateure wurden mit äußerster Härte geführt und waren eigentliche Schauprozesse. Der materielle Verlust der von den Kuwaitern faktisch enteigneten Flüchtlinge allein aus Kuwait wurde 1992 auf mindestens zehn Milliarden Dollar geschätzt. Auch die Folgen für Hilfseinrichtungen und Infrastruktur etwa in Ostjerusalem waren einschneidend.
Einige Dutzend Palästinenser wurden durch militante Kuwaitergruppen umgebracht, einige Hundert gefoltert, die Verantwortlichen unterhielten teilweise Beziehungen bis in die kuwaitische Führung. Es blieben zunächst nicht mehr als 7.000 Palästinenser in Kuwait. 2006 kehrten nur wenige zurück, heute beläuft sich ihre Gesamtzahl auf 40.000.
Auch nach der militärischen Niederlage des Iraks blieb die PLO im Westjordanland und im Gaza-Streifen bei ihrer Unterstützung der Politik Husseins. 2004 verlangte Kuwait vor einem Besuch von Mahmoud Abbas eine offizielle Entschuldigung für die Unterstützung der Invasion Kuwaits. Abbas kam dem erst nach dem Tod Arafats nach.